# Polyosma dentata
Polyosma dentata är en tvåhjärtbladig växtart som beskrevs av Schlechter. Polyosma dentata ingår i släktet Polyosma och familjen Escalloniaceae. Inga underarter finns listade i Catalogue of Life.